# Bakhtxivka
Bakhtxivka (en (ucraïnès): Бахчівка) és un poble de la República Autònoma de Crimea a Ucraïna, que el 2014 tenia 46 habitants. Pertany al districte rural de Rozdólne.